# Cyrtorhyssa xishuangensis
Cyrtorhyssa xishuangensis är en stekelart som beskrevs av Wang 1982. Cyrtorhyssa xishuangensis ingår i släktet Cyrtorhyssa och familjen brokparasitsteklar. Inga underarter finns listade i Catalogue of Life.